# Åke Askensten
Åke Askensten, född 12 augusti 1936, död 13 oktober 2024 i Stockholm, var en svensk politiker, frilansjournalist och TV-producent. Askensten var med och bildade Stockholmspartiet 1979  och Miljöpartiet 1981. Han var från 1979 växelvis ledamot av Stockholms kommunfullmäktige, då Stockholmspartiet fick tre mandat, och Stockholms läns landstingsfullmäktige.
Askensten skrev 1981 en bok om bildandet av Stockholmspartiet och partiets inträde i kommunfullmäktige i valet 1979, Mot alla odds.